# 人民的名义
《人民的名义》（英語：In the Name of the People），是一部由中国最高人民检察院影视中心组织创作的以政治和反腐为题材的电视剧，改编自编剧周梅森的同名小说，拍摄并制作于2016年，于2017年3月28日起在湖南卫视金鹰独播剧场首播。本剧由陆毅、张丰毅、吴刚、许亚军、张志坚、柯蓝、胡静等演员主演。
本剧讲述了在中共十八大后的高压反腐背景下，以检察官侯亮平等为代表的纪检监察力量与汉东省（虚构省份）内部以其省委副书记兼政法委书记高育良为首的巨大贪腐利益集团围绕一系列案件展开的激烈较量，终使贪腐集团被瓦解并被绳之以法的故事。作为政治及反腐题材剧集，该剧所涉国内政治的相关内容之深度和广度相比以往同类型的剧目均有较大突破，因此播出后反响极大，创下了近10年来中国国产电视剧的最高收视记录。

## 制作与发行

### 背景
2004年4月18日，国家广电总局要求全国所有电视台在晚间黄金时段不得播放渲染凶杀暴力的涉案题材影视剧。此后，反腐题材的电视剧进入约十年的“沉寂期”。2004年至2014年，仅有《我主沉浮》、《高纬度战栗》等少数几部反腐题材电视剧播出。随着2013年之后中共十八大以来的反腐败工作的开展，反腐成为社会关注的热点。2014年11月，最高人民检察院影视中心专职副主任范子文三度邀请小说家及编剧周梅森创作一部反映现实的反腐题材电视剧。在得到广电总局电视剧司司长李京盛的支持后，2015年春节后，周梅森开始在江苏省人民检察院安排下到江苏浦口监狱等地采访收集素材，对十八大以来反腐的真实案例做了详细分析，于3月9日正式动笔创作，完成了30万字的小说，并将其改写成60万字的电视剧本。剧本主线情节“大风厂股权纠纷”灵感来源于周梅森本人与江苏丰裕公司的股权诉讼官司，剧中祁同伟的经历则化用了周梅森好友、山东作家矫健的小说《天局》。2015年7月11日，制作方在北京举行剧本创作专家研讨会，经原中共中央宣传部副部长翟泰丰意见，落马官员最高级别由“副省级”修改为“副国级”。

### 制作
在本剧筹拍时，由于政策和市场风险，超过50家有意向的投资方最终没有参与投资，一些已签约的投资方选择毁约退出，最后由总制片人高亚麟的公司嘉会文化、导演李路的公司弘道影业，以及几间民营公司凤凰传奇影业、大盛国际、上海利达影业、北京正和顺影业共同出资1.2亿元完成拍摄。最后一笔资金更是在拍摄十几天后才到位。
在选角上，剧组曾联系过陈宝国、李幼斌等演员，陈道明曾有意出演“侯亮平”一角，但因角色设定更改而改为陆毅出演。“赵德汉”一角曾属意范伟出演，王学圻出演“最高检检察长”一角，李雪健出演“陈岩石”一角，但因档期原因未能成行。剧中演员均以友情价出演，演员片酬占比控制在总投资50%以内。
在开机前一月，导演李路、主演陆毅及部分剧组工作人员到最高人民检察院相关部门体验检察生活。作为最高人民检察院影视中心2016年001号重点影视项目、江苏省委宣传部重点工程，本剧于2016年2月10日在江苏南京正式开机。全剧总共2700多场戏、300多个场景，其中95%左右的场景在南京拍摄完成，剧中“汉东省公安厅”的部分戏份在江苏泰州取景，“吕州市”的戏份在江苏句容取景。5月底，该剧完成在南京的拍摄，转至北京继续剩余部分的拍摄。6月1日，全剧杀青。

### 发行
在本剧拍摄期间，中央电视台及东方卫视、浙江卫视等省级卫视都曾与制片方洽谈购剧事宜。因价格和集数限制，本剧无缘在央视首播。以年轻观众为主要受众的湖南卫视在开机一个月后三次带队到剧组探班，于2016年5月以出价最高的2.2亿元人民币买下本剧的播映权。因此，剧组在后期制作中特意运用了不少瞄准年轻观众群的新手法。后期剪辑和成片审查同时进行，虽然时间长达10个月，但是并没有太大的改动。最高检反贪局给予60多条意见，基本上是办案的专业意见，广电总局也给了几次意见，并给予“大气磅礴，石破天惊”的评价。
2017年3月28日，《人民的名义》首集在湖南卫视金鹰独播剧场播出。两周后，聚力传媒（PPTV）与制片方及湖南卫视签署协议，用“1个多亿，接近2亿元”的价格购买了该剧的网络独播权及分销权。随后在网络平台，聚力传媒（PPTV）采用“以剧换剧”的形式，将该剧分销给芒果TV、优酷、爱奇艺、腾讯等多家平台。

## 剧情
国有资源管理部二处长趙德漢（侯勇饰）被人举报受贿上亿元后，最高人民检察院反贪总局侦查处长侯亮平（陆毅饰）前来搜查时，看到的却是一位长相憨厚、衣着朴素的农民在简陋破败的房改房里吃炸酱面，而后调查组发现他的别墅内藏有巨额贿款。与案件牵连甚紧的汉东省京州市副市长丁义珍（许文广饰），以反侦察手段乘坐美国联合航空23432号航班逃往洛杉矶，流亡美国和非洲。最终，案件线索定位于由京州光明峰项目引发的国企大风集團服装厂的股权争夺（又称一一六事件）。
在调查行动中，汉东省检察院反贪局长、侯亮平的大学同學陈海（黃俊鵬饰）遭到人为制造的“车祸”暗算，成为植物人。而精明干练的侯亮平临危受命，加上当时汉东“政治生态恶劣”，接任汉东省检察院反贪局长，继续调查行动。而在汉东省政坛，以省委副书记、政法委书记高育良（张志坚饰）为代表的“汉大帮”，以省委常委、京州市委书记李达康（吴刚饰）为代表的“秘书帮”也相争多年，新任省委书记沙瑞金（张丰毅饰）也打破政治的平衡局面。经过检察官与腐败分子的殊死较量后，最终，以前任省委书记赵立春为核心的贪腐集团被绳之以法。

## 角色列表

### 主要角色
| 演员   | 角色          | 介绍 |
| 陆毅   | 侯亮平        | 汉东省人民检察院党组成员、反贪污贿赂局局长（副厅级） 原最高人民检察院反贪总局侦查处处长，陈海的同學，祁同伟的學弟，高育良的学生，人称“猴子” 汉东大学政法系刑法专业毕业，在职研究生，法学硕士。原汉东大学政法系学生会主席。从事反贪工作二十多年，经验丰富。因汉东“政治生态恶劣”，在丁义珍出逃、陈海出事后被中央空降汉东任反贪局长。智勇过人、行事果断、不按常理出牌，曾当着李达康的面在其专车内将其妻拘捕。忠于职守，深受检察院、反贪局上下爱戴。一度被汉东当地的腐败集团栽赃诬陷，以涉嫌职务犯罪被停职反省，后自证清白，恢复职务。 |
| 吴刚   | 李达康        | 中共汉东省委常委、中共京州市委書记（副省级） 曾任吕州市市长及林城市委书记，在吕州曾与高育良搭班，后因拒绝批准赵瑞龙在月牙湖畔开发美食城的项目被时任汉东省委书记赵立春调往林城任市委书记。原中共漢東省委書記趙立春的秘書。欧阳菁前夫 爱惜羽毛，对自己的政治生命极为看重。心系百姓，作风务实，但也有霸道集权和强硬的一面。其注重政绩与口碑，有意晋升為汉东省省長，因此下大气力进行经济建设和改革，被傳為「秘書幫」頭目。 |
| 张志坚 | 高育良        | 中共汉东省委副书记、中共汉东省委政法委书记（副省级） 原中共吕州市委书记。早年为汉东大学法学教授，汉东大学政法系主任，祁同伟、侯亮平、陈海大學時期的老師。陸亦可的小姨父。学者型党员干部。是一位官场老手，深思熟虑、老练沉稳、手段圆滑。曾一心想晋升為中共汉东省委书记，但因中央空降沙瑞金而未能如愿。因在汉东大学任教時的關係而與祁同伟、侯亮平來往密切，為官场小群体「漢大幫」之頭目。最後因涉嫌违纪违法，被中纪委双规，开除党籍，后法院以受贿罪、滥用职权罪判处有期徒刑18年。 |
| 张丰毅 | 沙瑞金        | 中共汉东省委书记（正省级），为中央空降干部。 與陳岩石相識已久，行事果敢，雷厉风行，圆滑老到，用人有方，被中央赋予清理整治汉东省的严重腐败问题之政治责任。被腐败势力捏造為「沙家幫」頭目并在社会上传播。 |
| 许亚军 | 祁同伟        | 汉东省公安厅厅长（正厅级） 侯亮平、陳海的學長，梁璐的丈夫，高育良的學生和“汉大帮”嫡系干将。 农家出身，曾爱慕陈海的姐姐陈阳，后在现实所迫下向大其十岁的大学教师梁璐求婚，并借助梁璐父亲（原汉东政法系统高官梁群峰）的权势进入官场并迅速跃升。曾是缉毒英雄，后期腐化变质、利欲熏心，频繁违纪违法，曾違規安排自己的同鄉進入公安系統，甚至以權謀私为犯重罪的亲戚擺平事端，并一心谋求升为汉东省主管政法工作的副省长。与高小琴、赵瑞龙等关系密切，並持有一些山水集團的股份，是汉东腐败集团的主要成员。高小琴为其情妇，并为其育有一子。曾与赵瑞龙合謀雇佣狙击手狙杀侯亮平。后被刘新建供出非法事实，在與高小琴谋划潛逃出國失敗後逃至自己成为缉毒英雄的孤鹰岭，在与前来抓捕的侯亮平言语周旋后饮弹自尽。 |
| 柯蓝   | 陆亦可        | 汉东省人民检察院反贪局侦查一处处长（正处级） 同樣出身於漢東大學政法系 出身于军政世家，父亲是军队领导，母亲是汉东省高级人民法院民事审判庭法官。伶牙俐齿，工作能力强，对下属管教严厉，常逼迫下属加班。因年近四十仍未结婚被母亲吴法官频频安排相亲。对陈海有好感，曾欣赏其对亡妻的深深思念，后被赵东来爱慕追求，但心里却放不下陈海。 |
| 胡静   | 高小琴        | 山水集团董事長。祁同伟的情妇，高育良的妻姊。其外表出众，气质不凡的女子，事业有成，能言善辩，認為「人的能力除外的一切東西都是零」。 出身贫寒，经历复杂，原為岩台市北湖鄉湖心島的漁家女，後與妹妹高小鳳一起被杜伯仲發掘帶到呂州市，由趙瑞龍與杜伯仲二人訓練培養為性賄賂官員的工具，還曾遭到二人姦污。因同姓而經常被外界傳為高育良的姪女，实为祁同偉的情婦，並與其育有一子，放在香港的妹妹家中寄養。其口齿伶俐，唱得一口好京剧，尤其是樣板戲《沙家浜》裡的阿慶嫂。不法事跡敗露後安排自己的妹妹假扮自己而欲與祁同偉潛逃出國，卻因被侯亮平識破而失敗。最后被法院以行贿罪、非法经营罪判处有期徒刑15年。                                                                                              |
| 胡静   | 高小凤        | 高小琴的同卵双生妹妹，高育良的现任妻子 长期居住在香港，香港居民。與姊姊一樣被趙瑞龍與杜伯仲培養為性賄賂工具，但由於姊姊的保護而並沒有遭到二人的毒手。6年前因懷孕而与已同居6年的高育良结婚，後生下一子。大部分時間都在香港當家庭主婦，負責照顧她與她姊姊的兩個孩子。後為掩護其姊姊潛逃出國而假扮其姊姊被反貪局人員帶走，但在訊問時被侯亮平以不同的戏剧唱腔識破其並非高小琴。 |
| 李建义 | 季昌明        | 汉东省人民检察院检察长（副省级） 清廉负责，心思缜密，办案经验丰富。深谙汉东省的政治形势与政治规矩，因此在办事过程中表现得十分谨慎，主张任何情况都要向上汇报。在侯亮平被诬陷时，挺身而出，采取种种措施与腐败集团周旋，不断设法保护侯亮平。 |
| 丁海峰 | 赵东来        | 京州市公安局局长（副厅级） 胆大心细，能力过人，深受市公安局上下的爱戴，也为李达康所信任。外表刚强但心思细腻，能表现出高情商的一面，能文能武，既爱好拳击、身体强壮，又是当地读书会的骨干会员，还能吟诗作对。与前妻离婚三年。指挥对山水庄园的扫黄，为案情突破打开了窗口。对陆亦可有好感，在通过陈海与侯亮平先后搭桥助力之下，对陆亦可展开了追求。 |
| 白志迪 | 陳岩石        | 原汉东省人民检察院常务副檢察長（正厅级） 陳海的父親 參加過抗日战争，1945年6月加入中国共产党。由於沙瑞金的大伯父是他在部隊時的班長與入黨介紹人，所以他在沙瑞金年少時經常資助沙瑞金。認為前任省委書記趙立春任內的幹部任用很有問題。退休後仍經常在家受理群眾舉報，其自费居住的养老院被稱為「漢東省第二檢察院」。由于主导大风厂当年的国企改制项目，对大风厂有很深的感情，也深受大风厂职工们的爱戴。後在營救被王文革綁架的蔡成功兒子蔡英俊的過程中受傷住院，最後因身體虛弱而在其子陳海的病床前去世。 |
| 王丽云 | 王馥真        | 陈岩石的妻子，陳海的母親，曾规劝高育良要主动向组织交代错误。 |
| 赵子琪 | 钟小艾        | 中共中央纪委某室副主任（副厅级），侯亮平的妻子，家庭背景强大，红三代，坊间流传她的父亲是某位正国级干部。 在侯亮平遭到誣告停职後來到漢東省京州市，參與對漢東省腐敗案的調查。 |
| 张凯丽 | 吴惠芬        | 汉东大学历史系教授。高育良的前妻，与其育有一女。陸亦可的小姨。 是明史研究专家，經常與高育良交流政壇局勢。6年前已与高育良离婚，但为了高育良的政治前途以及不愿放弃高干夫人的种种优厚待遇而仍与高同居以保持形式上的夫妻关系，被高育良称为“吴老师”。最終在高育良被查後前往美国陪女儿。 |
| 侯勇   | 趙德漢        | 国有资源管理部二处处长（正处级） “祖祖辈辈都是农民”，通过几十年打拼，成为掌管全國所有資源能源項目的审批審核的处长。因利用职权贪污2亿3999万5400元证据确凿，被侯亮平查处。将所有贪污所得放置于一栋别墅，自称“我一分钱也没敢花”。后被法院以受贿罪、滥用职权罪、巨额资产来源不明罪判处无期徒刑。其人物原型是前国家能源局煤炭司副司长，有“小官巨贪”之名的魏鹏远。 |
| 陶慧敏 | 梁璐          | 汉东大学政法学院党总支副书记。祁同伟的妻子 祁同伟大学时期辅导员，比祁同伟大10岁，曾讓祁同伟在學校操場當眾向自己求婚，但和祁同伟貌合神离。其父曾為高育良的上级，亲自“点将”将高育良从大学提拔进入政界，又一手提拔了祁同伟。大学时曾喜欢上自己的老师，怀孕后卻因男方出国而堕胎导致习惯性流产从而不育，继而出于私愤追求年轻的多的祁同伟。 |
| 高亚麟 | 刘新建        | 汉东油气集团董事长兼总裁 原中共汉东省委书记赵立春大秘（李达康后第四任），与赵瑞龙是把兄弟 革命家後代。當侦察兵時因有功升为中国人民解放军汉东省军区参谋，因文笔不错而被原中共汉东省委书记赵立春看中，为其当过八年秘书。理论水平高，能大段背诵《资本论》與《共产党宣言》。後主管汉东油气集团，其間向赵家暗中输送巨额利益。后被法院以行贿罪、受贿罪、贪污罪、国有公司人员滥用职权罪、私分国有资产罪判处无期徒刑。 |
| 冯雷   | 趙瑞龍        | 惠龙集团董事长 原中共汉东省委书记、现副国级干部赵立春的儿子 多家企业的幕后老总，仗着父亲的权力，在汉东各地大搞开发，巧取豪夺，后常年通过汉东油气集团收受巨额利益。過去曾夥同杜伯仲將高小琴、高小鳳姊妹培養成性賄賂官員的工具，並曾與杜二人姦污高小琴。由於害怕侯亮平對其進行調查而與祁同伟合謀雇佣狙击手狙杀侯亮平，但在實施前一刻被其二姐打電話勸阻。雇佣杀手“花斑虎”杀死了丁义珍。后被法院以行贿罪、非法经营罪、组织黑社会性质组织罪、故意杀人罪判处死刑。 |
| 无     | 赵立春        | 现任党和国家领导人，副国级干部。原中共汉东省委书记。赵瑞龙的父亲，曾经是高育良、李达康的上司 在汉东省任职三十多年，拥有极大的政治能量，在汉东省掌握着丰富的人脉关系和政治资源，曾向中央推荐高育良担任汉东省委书记。因为纵容其子赵瑞龙胡作非为，以及汉东省腐败的现况，引起了中纪委和中央巡视组高度关注。后被被中纪委双规，开除党籍，后被法院以受贿罪、滥用职权罪判处无期徒刑。 |
| 无     | 梁群峰        | 原中共汉东省委副书记（副省级）、中共汉东省委政法委书记，已经逝世。 梁璐的父亲，祁同伟的岳父，高育良的恩师 数年前亲自“点将”将高育良从大学提拔进入政界，又为了自己女儿，将刚大学毕业的祁同伟分配到乡镇司法所做司法助理，凭借梁家的权势让祁同伟屈服，后一手栽培了高育良和祁同伟。 |
| 张晞临 | 蔡成功        | 商人，原大风集团老板，侯亮平的小学同学，善待工人，但因汉东省政商形势恶劣，为经营而欠下社会非法集资、银行贷款、企业过桥贷款、私人高利贷总计约十亿元，还曾向丁义珍、欧阳菁等人行賄。後因京州城市银行停止提供貸款，無法償債而被黑帮以关入狗笼、绑架亲属等手段追债。不堪忍受之下举报欧阳菁受賄，试图借助侯亮平保命，但在检举时故意避重就轻，将许多情况隐瞒不报，甚至伪造事实，對反贪局的行动造成很大困扰。後在獄中被人威胁家人的安全，不得已“举报”侯亮平腐败，导致其暂时停职。后被法院以危害公共安全罪、行贿罪判处有期徒刑10年。 |
| 李光复 | 郑西坡        | 大风厂工会主席，前新大风集团董事长 为人朴实，踏实肯干，勤俭持家，深得大风厂众员工的爱戴。善作诗绘画，常写诗悼念被城管追搜以致被公交车撞死的老伴。深信政府会为民着想，但目睹大风厂倒闭后工友们的悲惨遭遇，内心受到了拷问与折磨。 |
| 王晞   | 马文明        | 大风厂工人，新大风集团总经理 與鄭西坡關係要好。 |
| 李学政 | 王文革        | 大风厂工人 因怀疑蔡成功与山水集团暗中勾结，出卖工人利益，殴打蔡成功至脑震荡。在遭到拆迁队“变相拆厂”时组织暴力护厂，因不慎點燃大风廠門口的易燃物而引發「一一六」事件，自己也因嚴重燒傷而住院。後來因股權問題，綁架蔡成功的兒子蔡英俊並致使前來營救的陳岩石受傷，后被法院以绑架罪判处有期徒刑12年。因出生于1968年文化大革命期间，所以叫王文革。 |
| 张艺丹 | 汤成兰        | 王文革的妻子。 |
| 王建兵 | 尤瑞星        | 大風廠會計 在侯亮平被蔡成功誣告後提供证词使侯亮平洗清冤屈。 |
| 闞犇犇 | 郑 （郑胜利） | 阿尔法信息公司老总，新一任新大风集团董事长、董事会董事。郑西坡的兒子 见钱眼开，将名字由“郑胜利”改为“郑乾”。在大風工厂「一一六」事件发生后，马上利用网名「爱哭的毛毛虫」在网上傳播未經證實的消息，但也因此将大风厂事件闹到了中央、保全了厂子。父親被程度抓走後，將信息公開在網上，使父亲脫離險境。曾伙同他人打算侵吞国家财政补助款。用自己的经济头脑帮助父亲维持了大风厂的运营。知道京州當地的一些八卦內幕，例如汉东油气集团放棄競標事件。在大结局中，他与張宝宝一同领取了结婚证，正式结为夫妻。 |
| 李昕岳 | 張宝宝        | 阿尔法信息公司副总。鄭乾的女友 在大结局中，與鄭乾二人一同领取了结婚证，正式结為夫妻。 |

### 其他角色
| 演员     | 角色   | 介绍 |
| 岳秀清   | 欧阳菁 | 京州城市银行副行长。李达康的前妻（因感动李达康夜里挖了一袋海蛎子从而开始这段长达二十多年的婚姻，后於第18集離婚） 汉东商界著名女强人，表面性格倔强实际上内心单纯。任职京州城市银行副行长，与其他银行领导收受蔡成功等人的贷款返点，构成了受贿罪行。审讯时，被林华华等人的真诚所打动，揭发了高小琴、丁义珍、刘新建、陈清泉、趙瑞龍等人的黑幕，导正了侯亮平团队的侦查视线。后被法院以受贿罪判处有期徒刑10年。 |
| 许文广   | 丁义珍 | 京州市副市长、中共京州市光明区委书记，光明峰项目总指挥 其贪污行为被最高人民檢察院查出，但在被逮捕前接獲一神秘電話而連夜潜逃，持名为“汤姆·丁”的假美国护照乘坐美国联合航空23432号航班逃往洛杉矶。精通英語，有高度反偵查能力。逃亡后被海外华人黑帮“义福帮”控制，人身自由受限，被逼辗转于美国、非洲打黑工，后在非洲被花斑虎杀害。 |
| 黄俊鹏   | 陈海   | 汉东省人民检察院反贪局局长。陈岩石的儿子，小皮球的爸爸，侯亮平的大學同學，祁同伟的學弟，高育良的學生。親友称其為“海子” 行事冲动，曾想在手续未办完成的情况下直接逮捕丁义珍，幸被季检察长及时发现劝阻，但也致使了丁义珍得空外逃。在接到来自山水集团财务处处长刘庆祝的举报电话，一度接触到汉东腐败团伙黑幕真相，但后遭遇祁同伟等人制造的“车祸”（“一一七事件”），成为植物人，住院昏迷期间再次遭到谋杀，险些丧命。后在劇末清醒，身体恢复正常。 |
| 周浩东   | 林建国 | 汉东省人民检察院常务副檢察長 季昌明检察长助手，协助其办理「一一六」事件。 |
| 劉若谷   | 侯浩然 | 侯亮平、鍾小艾的兒子 小皮球的“难兄难弟”。 |
| 杨嘉华   | 陳東   | 陳海的兒子，外號「小皮球」 |
| 翟万臣   | 田国富 | 中共汉东省委常委、中共汉东省纪委书记（副省级） 和沙瑞金一起从外地“空降”汉东，思维缜密，圆滑老到，协助沙瑞金处理汉东省本土干部。 |
| 黃品沅   | 易学习 | 原吕州市经济开发区主任，後任中共吕州市委副书记兼吕州市代市长，京州市委常委兼纪委书记（厅级）。曾與李达康、王大路、高育良等共事。曾长期被前省委书记赵立春打压，在正处级别任职23年未得提拔 廉洁踏实，敢作敢当的干部，拒绝为妻子在体制内谋职，敢于拿赵瑞龙的违建项目开刀，因而受到沙书记的注意。主政多地政绩丰硕，后因此被沙瑞金重用，被提拔为中共吕州市委副书记、吕州市代市长，后调任中共京州市委常委、市紀委書記。同在中共金山县委班子时，作为县委书记曾为李达康背过黑锅，保住了李达康的仕途。后曾调任吕州市交通局局长，主持完成了腐败了整整两届吕州市交通局的乡村道路网，助力吕州市GDP雄踞全省第一，使高育良因此从中共吕州市委书记升任中共汉东省委常委。 |
| 侯天來   | 陈清泉 | 京州市中级人民法院副院长。原為高育良大秘，是高育良“最喜欢的秘书” 与山水庄园有权钱交易，被群众举报一个月去山水庄园两次到五次，成为生活方式。与市中院至少两名审判员有利益输送，其中金月梅为被其安插进入法院的情人，当上主审法官。因此在大風廠股權案中与授意金月梅走简易程序，作出有利於山水集團的判決。进而引发“一一六”事件。後因在山水莊園嫖洋妓梦莉被拘捕进而被李达康“双开，嫖娼行为被其自称为“学习英语”。被法院以受贿罪、玩忽职守罪、徇私枉法罪判处有期徒刑18年。 |
| 赵龙豪   | 肖钢玉 | 京州市人民检察院检察长 在蔡成功舉報侯亮平後負責调查侯亮平。私下與祁同伟、高小琴關係密切，與山水集團有權錢交易。后被法院以受贿罪、滥用职权罪判处有期徒刑12年。 |
| 纪帥     | 周正   | 汉东省人民检察院反贪局科级侦查员。林華華的男友 曾参加对丁义珍的海外追逃。为人極其吝嗇，甚至捨不得在女友林华华身上花钱。 |
| 施大生   | 王大路 | 大路集团董事长。與李达康、易学习曾共事，歐陽菁的大學同學 20年前任金山縣人民政府常務副縣長時，因縣內發生一起村支書意外死亡事件而引咎辭職。後受李达康与易学习资助下海經商，近年則與歐陽菁來往頻繁。由于曾经入仕，深知官场险恶，不敢攀沾人脉、巧取豪夺，也因而落下了好名声。为感谢李达康与易学习对自己下海的帮助，赠其双方夫妇大路食品集团每人百分之二十五的股份，遭拒绝后于京州帝豪园购置三套别墅于自己名下，一套留给自己，剩下两套分别赠予欧阳菁、毛娅。 |
| 徐光宇   | 程度   | 原京州市公安局光明分局局长，後任漢東省公安厅办公室副主任，汉东大学政法系出身 担任光明分局局长时，将警车警服借给担任拆迁队长的表弟常成虎，导致“一一六事件”的暴力对抗，常成虎也被烧伤，因此蓄意传唤郑西坡并试图将其非法拘禁。但由于郑胜利在网上发文求助，其不法行为被李达康、陈岩石、赵东来等知晓，阴谋败露，差点被发配信访办担任信访员，却依靠赵瑞龙被祁同伟调到汉东省公安厅任办公室副主任。受人指使長期監視、監聽李達康等汉东省官員的行動與通信，並曾參與狙杀侯亮平的事件。后被法院以行贿罪、受贿罪、徇私枉法罪、参加黑社会性质组织罪、故意杀人罪判处有期徒刑18年。                                                                                      |
| 高英     | 吴心仪 | 原漢東省高级人民法院民事审判第一庭庭长、法官，已退休。陸亦可的母親，吴惠芬之姊，季昌明的大学同学 做得一手好菜，常逼迫陆亦可去相亲。认为自己的妹夫高育良虚伪，稱其為「笑面虎」。 |
| 李威     | 孙连城 | 京州市光明区区长（副厅级） 剧中庸官的代表，既不贪腐，也不办事。天文学爱好者，“胸怀宇宙”，心想“地球是万物中的一粒草芥，李达康、沙瑞金更是草芥中的草芥”。丁义珍出逃后接任光明峰项目总指挥。因对工作不上心，总被李达康责骂。後轉任少年宮服務員，專門帶孩子看星星。 |
| 唐菀     | 林华华 | 汉东省人民检察院反贪局一处综合科科长（正科级） 周正的女友。不喜歡加班，常幫陸亦可找男朋友。 |
| 黃薇     | 陈群芳 | 汉东省人民检察院反贪局科级侦查员 |
| 何昕霖   | 刘姗   | 北京某大学服装设计专业学生，鍾小艾的外甥女 常利用網名「掃除一切害人蟲」與鄭勝利在網上互動，傳播一些未經證實的消息。 |
| 騰愛弦   | 田杏枝 | 原某企業幼兒園退休教師。李達康的表妹，現住在李達康家做保姆 由於原工作的幼兒園已從企業劃歸政府管理，但退休金卻未按事業單位標準發放，因此时常會到光明區信訪办公室上訪，在第24集时，其上访次数已达到13次之多，但仍未被受理。 |
| 方晓莉   | 毛娅   | 家庭主婦，易学习的妻子 金山縣人，仍為农业户口，為人樸實。在金山縣承包有一片茶園種茶。王大路赠其一套京州市帝豪园别墅，但声称从未去过。 |
| 史政涵   | 张天峰 | 山水集團總經理 |
| 沈曉海   | 王经理 | 京州市公安局卧底警员 京州市公安局在山水庄园安排的卧底，表面身份为山水集團經理。在侯亮平险遭狙杀时及时通风报信，使赵东来以“扫黄”为名调集大量警力包围了山水庄园。 |
| 何達     | 王國風 | 京州市公安局刑侦支队长 負責調查陳海車禍案。 |
| 张亚飞   | 陈文强 | 京州市公安局经侦支队长 负责调查蔡成功非法集资案。 |
| 卞涛     | 呂梁   | 汉东省人民检察院反贪局副局长 擅长随机应变，手段圆滑。长年身居副职。因工作操劳，落下一身疾病。因不满侯亮平到任，眼見無法升職局長，以“养病”的名义请了长假。后调入纪检组，参与对侯亮平的调查。调查中秉持原则和法律，没有受到肖钢玉的负面影响。 |
| 石强     | 吴春林 | 中共汉东省委常委、组织部部长 |
| 于诚群   | 張樹立 | 中共京州市委常委、紀委書記 |
| 王海平   | 孙海平 | 中共京州市委常委、政法委書記 曾在研究政法工作常委会上对陈清泉提出过意见，因当时与陈有矛盾被李达康教育要顾全大局，后来在处理陈清泉、秦奔问题上发言声称要考虑高育良政治影响而被李达康责骂，进而揭发陈清泉违法行为。 |
| 贾米娜   | 魏彩霞 | 山水集团财务处处长刘庆祝的妻子 一位愛跳廣場舞的大媽，與丈夫劉慶祝長期分居。為取得離婚需要的證據而偷偷租住在劉慶祝出租房隔壁偷聽並錄音劉慶祝與其情人間的秘密談話，卻無意間得知山水集團的內幕。丈夫意外身亡后，曾收取高小琴两百万元的慰問費實則“封口费”。 |
| 郝光     | 秦思远 | 最高人民检察院反贪总局局长 侯亮平原來的上司，將侯亮平派到漢東省任職。 |
| 徐小恪   | 白處長 | 中共汉东省委書記沙瑞金的秘書 |
| 欧阳培龙 | 金秘書 | 中共京州市委書記李達康的秘書 |
| 曹杨     | 常成虎 | 拆遷隊長，程度的表弟 將屬下拆遷隊裝扮成警察，向時任京州市公安局光明分局局长的程度借警車去大風廠強拆而引發「一一六」事件。 |
| 李飞     | 刘生   | 香港商人，《镜鉴周刊》時政记者 擁有強大的人脈與情報網絡，是某些高層的“筆桿子”，並且有償為大陆外逃官員、商人等傳話遞信、牽線搭橋。 |
| 刘伟     | 杜伯仲 | 商人，成立渡帮国际公司 趙瑞龍的生意夥伴，手段凶残，被称为“毒蛇”。過去在岩台市北湖鄉的湖心島發掘出高小琴、高小鳳姊妹並將其二人帶到呂州市，後夥同趙瑞龍將她們培養為性賄賂官員的工具，還曾參與姦污高小琴。 |
| 孙宁     | 周桂春 | 中共林城開發區党委書記 |
| 崔健     | 钱队长 | 京州市公安局光明分局治安大队大隊長 負責對山水莊園進行「掃黃」。拘捕了陈清泉。 |
| 宗晶     | 毕敬业 | 海外追逃小組組長 美國追緝丁义珍小組的組長。 |
| 李路     | 李梁   | 汉东省驻美国洛杉矶联络员 |
| 张世民   | 花斑虎 | 狙擊手 號稱「東南亞第一殺手」，狙殺目標從未失手。正被國際刑警組織通緝。 |
| 赵雄     | 何阿三 | 黑帮“义福帮”小混混 受父親之託控制逃到美國的丁義珍。先是將其派到洛杉磯的酒吧、舞廳等地打掃衛生，後來又送到舊金山所開的餐館中洗盤子。 |
|          | 刘省长 | 汉东省委副书记、省长（正省级） 即将退休。丁义珍在光明峰项目宴会上接电话准备出逃时，说刘省长打电话给他，要他给准备讲话材料，随后季昌明给他打电话核实。后来在沙瑞金到任后召开的省委常委会上出现。 |
|          | 阮成玉 | “一一七”事件犯罪嫌疑人肇事司机 有黑社会背景。四年以前酒驾撞死人，被判两年徒刑。血液中酒精分解酶远远高于常人。 |
| 安龙     | 秦奔   | 京州市政府副秘书长 和陈清泉一起在山水集团玩乐，留恋洋妓梦莉（所谓“学外语”）。 |
|          | 金月梅 | 被情人陈清泉安排进入京州市中级人民法院成为审判员。 |
| 陈句     | 大伟   | 侯亮平任汉东省反贪局局长期间的司机。 |
|          | 周政委 | 祁同伟联系其救陈清泉。 |
| 彭蓝     | 丁秀萍 | 从事检察院宿舍管理工作。给侯亮平送含有高育良照片的信。 |

## 原聲帶
全剧共有两首电视音乐，分别是《以人民的名义》和《誓如当初》，均由董冬冬作曲、陈曦填词。
| 曲序 | 曲目                       |      | 作曲   | 演唱                               |
| ---- | -------------------------- | ---- | ------ | ---------------------------------- |
| 1.   | 《以人民的名义》（片尾曲） | 陈曦 | 董冬冬 | 韩磊、谭晶（播出时为韩磊、江映蓉） |
| 2.   | 《誓如当初》（插曲）       | 陈曦 | 董冬冬 | 许鹤缤                             |

## 反响

### 评论
电视剧播出后受到了中国观众的广泛的关注和讨论，播出期间屡次登上新浪微博热搜榜。据猫眼专业版数据，在该剧仅播出16集的情况下，截至4月7日，该剧累计全网播放量为16.2亿，在湖南卫视的收视率破2，豆瓣评分为8.7分，并曾一度达到9分以上（满分10分）。《人民日报》在本剧播出期间曾连发两篇文章，认为该剧是“一部反腐高压下中国政治和官场生态的长幅画卷”，其分量之重“难以忽略”。搜狐公众号“星扒皮”赞赏此剧大规模启用实力派戏骨而非当前热门“小鲜肉”演员，是促进影视圈良性发展的一个积极尝试，并借此抨击了此前引发社会讨论的影视圈当红年轻演员高片酬、低演技、使用文替等不良现象。英国广播公司报道称“目前这部反腐电视剧已经吸引了数百万观众收看，有人将它称作中国版《纸牌屋》。”本剧首次触及以往中国电视剧中少见的“大尺度”也受到好评，甚至被称作“史上最大尺度反腐剧”。《北京娱乐信报》赞扬了剧中揭露现象的“级别之高、案件之大”，“台词尖锐”，“场景震撼”，能够引起社会对腐败现状的正视。《扬子晚报》也认为剧集设定大胆、表现力度强烈、气氛紧张、节奏紧凑，能够吸引年轻观众的喜爱。制片人兼导演李路认为剧中展现了人间百态，是一部“《清明上河图》”，称关键是“要与时代脉搏相吻合”才能与观众产生共鸣。
从播放数据上看，该剧的主要收看人群是男性和年龄偏大的观众，但该剧仍成功吸引了一批年轻观众。热情的年轻观众为该剧制作的“达康书记表情包”、“GDP之歌”、“汉东Boys”等等二次创作在网络广泛流传。
除普通民众外，该剧也成为了一些地方的中国共产党基层党组织的“支部学习教育内容”之一。河南周口市、新疆乌苏市等地基层党组织已经要求党员干部集体收看《人民的名义》，还要求写一定字数的观后感，作为“政治学习任务”；广东工业大学、南华大学等高校和一些地方的社区、街道办也组织集体观看。多地的事业单位考试中也出现了与之相关的题目。《北京青年报》认为“组织集体观看”正是展现了“对反腐倡廉的重视”，认为党员收看本剧“观后感必不可少”。《环球时报》则称本剧“显示了党和政府的自信和力量”，“绝不会允许被恶意抹黑诋毁”。
同时亦有部分外国媒体从政治角度对本剧给出其他评价。英国广播公司采访了香港科技大學社會學教授丁學良和中國近代史學者章立凡。丁认为剧集内容“实事求是”，但认为对中国年轻人的思想观念和价值取向“影响不大”；章则批评剧中缺乏关于“制度”和“產生腐敗溫牀”的反思，是个“宣传片”。《纽约时报》记者赫海威写道：“《人民的名义》的中心思想是腐败无处不在，就连最坚定的官员也难免受诱惑。控制腐败只能靠强大的政府，当然不是靠民主选举、或新闻自由。这是共产党最喜欢的宣传主题之一。”此外，剧中对女性角色的塑造也在观众中引发了争议，批评者认为剧中的女性角色大多为肤浅的男性玩物或“思维奇怪”的官太太，形象被标签化，“停留在十年前的视角认知”，但也有评论认为这正是真实反应了中国女性当前面临的残酷现状。本剧除华语群体外，也受到日本观众青睐，众多日本影迷在社交媒体上议论剧情与此同时，播出期间由中国国际广播电台日语部与人民中国杂志社发出的“秘笈”也受到日本观众追捧，浏览量达两万PV，创下了对日宣传媒体浏览量的最高记录。

### 角色争议
《人民的名义》播出后，针对剧中角色的形象争议就从未停止。剧中光明区区长孙连城本为剧中“庸官”、“懒政”形象的代表，但许多网友认为此人不吃李达康的政策强压，坚持依照规章制度办事，才是真正的好公务员。对于剧中的京州市长李达康，网友的意见也发生分歧，一部分认为李达康敢想敢干，愿意推动经济发展，另一部分则批评李达康只知将责任转移给下属，找他人来背黑锅。同时受到争议的还有剧中的主角侯亮平和反派祁同伟，祁同伟在本剧中以反派形象出现，但由于其穷苦出身和早年收到权力压制的背景，使得许多大陆网友相当同情该角色，认为他是迫不得已而同权力同流合污。与之受到相反待遇的是正面角色，主角侯亮平。由于侯亮平在剧中隐晦的官方背景（其妻钟小艾应为大院子女）同其妻钟小艾嘲讽批评了祁同伟的贪腐行为，相当一部分的网友反感这样的批判，认为是一种上位者对于下位者的傲慢，是“何不食肉糜”式的批判。

### 收視率
截至2017年4月28日，本剧单集收视率破7点，创下近10年来中国国产电视剧的最高收视记录。
| 中国大陆 湖南卫视 首播收视率 |               |             |             |             |           |           |           |           |           |           |                                             |
| 集數                         | 播出日期      | CSM52城市网 | CSM52城市网 | CSM52城市网 | CSM全国网 | CSM全国网 | CSM全国网 | CSM16省网 | CSM16省网 | CSM16省网 | 備註                                        |
| 集數                         | 播出日期      | 收視率      | 收視份額    | 排名        | 收視率    | 收視份額  | 排名      | 收視率    | 收視份額  | 排名      | 備註                                        |
| 1                            | 2017年3月28日 | 1.523       | 4.491       | 2           | 2.41      | 7.37      | 2         | 2.51      | 6.653     | 2         |                                             |
| 2                            | 2017年3月29日 | 1.49        | 4.694       | 2           | 2.3       | 7.31      | 2         | 2.193     | 6.192     | 2         |                                             |
| 3-4                          | 2017年3月30日 | 1.27        | 4.018       | 1           | 1.62      | 5.41      | 1         | 1.633     | 4.852     | 1         |                                             |
| 5                            | 2017年3月31日 | 1.084       | 3.37        | 1           | 1.62      | 5.41      | 1         | 1.463     | 4.006     | 1         |                                             |
| 6                            | 2017年4月1日  | 1.239       | 3.97        | 1           | 1.46      | 4.83      | 1         | 暫缺      | 暫缺      | 暫缺      |                                             |
| 7-8                          | 2017年4月2日  | 1.505       | 4.768       | 1           | 1.6       | 5.3       | 1         | 暫缺      | 暫缺      | 暫缺      |                                             |
| 9-10                         | 2017年4月3日  | 1.82        | 5.894       | 1           | 1.84      | 6.05      | 1         | 暫缺      | 暫缺      | 暫缺      | CSM52城單集收視破2                          |
| 11-12                        | 2017年4月4日  | 2.024       | 6.34        | 1           | 2.03      | 6.82      | 1         | 暫缺      | 暫缺      | 暫缺      |                                             |
| 13-14                        | 2017年4月5日  | 2.264       | 7.105       | 1           | 2.16      | 7.33      | 1         | 2.066     | 6.196     | 1         |                                             |
| 15-16                        | 2017年4月6日  | 2.444       | 7.703       | 1           | 2.18      | 7.47      | 1         | 2.097     | 6.382     | 1         |                                             |
| 17                           | 2017年4月7日  | 2.083       | 6.42        | 1           | 1.93      | 6.36      | 1         | 1.901     | 5.431     | 1         |                                             |
| 18                           | 2017年4月8日  | 2.275       | 6.94        | 1           | 2.06      | 6.59      | 1         | 1.988     | 5.583     | 1         |                                             |
| 19-20                        | 2017年4月9日  | 3.035       | 9.005       | 1           | 2.57      | 8.31      | 1         | 2.508     | 7.306     | 1         |                                             |
| 21-22                        | 2017年4月10日 | 3.287       | 10.301      | 1           | 2.77      | 9.29      | 1         | 2.767     | 8.282     | 1         |                                             |
| 23-24                        | 2017年4月11日 | 3.524       | 11.094      | 1           | 2.93      | 9.89      | 1         | 2.784     | 8.172     | 1         |                                             |
| 25-26                        | 2017年4月12日 | 3.649       | 11.794      | 1           | 2.87      | 9.91      | 1         | 2.775     | 8.453     | 1         |                                             |
| 27-28                        | 2017年4月13日 | 3.711       | 12.045      | 1           | 3.15      | 11        | 1         | 2.819     | 8.68      | 1         | CSM52城單集收視破4                          |
| 29                           | 2017年4月14日 | 3.02        | 9.67        | 1           | 2.41      | 8.19      | 1         | 2.27      | 6.685     | 1         | 全國網收視排名不含央視                      |
| 30                           | 2017年4月15日 | 3.198       | 10.132      | 1           | 2.39      | 8.17      | 1         | 2.371     | 7.008     | 1         | 全國網收視排名不含央視                      |
| 31-32                        | 2017年4月16日 | 4.202       | 12.799      | 1           | 3.2       | 10.5      | 1         | 2.985     | 8.766     | 1         | 全國網收視排名不含央視                      |
| 33-34                        | 2017年4月17日 | 4.793       | 15.442      | 1           | 3.51      | 11.99     | 1         | 3.345     | 10.135    | 1         | CSM52城單集收視破5                          |
| 35-36                        | 2017年4月18日 | 5.061       | 16.701      | 1           | 3.78      | 13.35     | 1         | 3.576     | 11.111    | 1         |                                             |
| 37-38                        | 2017年4月19日 | 5.356       | 17.151      | 1           | 4.02      | 13.72     | 1         | 3.732     | 11.057    | 1         | CSM城市網打破《回家的誘惑》單日最高收視記錄 |
| 39-40                        | 2017年4月20日 | 5.465       | 16.974      | 1           | 3.91      | 13.32     | 1         | 3.798     | 11.308    | 1         |                                             |
| 41                           | 2017年4月21日 | 4.432       | 13.861      | 1           | 3.51      | 11.42     | 1         | 3.356     | 9.46      | 1         |                                             |
| 42                           | 2017年4月22日 | 4.311       | 14.179      | 1           | 3.04      | 10.84     | 1         | 2.888     | 9.018     | 1         |                                             |
| 43                           | 2017年4月23日 | 6.069       | 20.139      | 1           | 4.3       | 16.44     | 1         | 4.133     | 11.134    | 1         | CSM52城單集收視破6                          |
| 44-45                        | 2017年4月24日 | 5.801       | 18.654      | 1           | 4.39      | 15.06     | 1         | 3.781     | 11.585    | 1         |                                             |
| 46-47                        | 2017年4月25日 | 6.123       | 18.893      | 1           | 4.78      | 15.97     | 1         | 4.343     | 12.538    | 1         | 全國網單集收視破5                           |
| 48-49                        | 2017年4月26日 | 6.682       | 20.784      | 1           | 5.27      | 17.45     | 1         | 5.063     | 14.707    | 1         | CSM52城單集收視破7                          |
| 50-51                        | 2017年4月27日 | 6.695       | 21.247      | 1           | 5.46      | 18.62     | 1         | 5.259     | 15.716    | 1         |                                             |
| 52                           | 2017年4月28日 | 6.666       | 20.132      | 1           | 5.58      | 17.76     | 1         | 暫缺      | 暫缺      | 暫缺      |                                             |
| 平均收視                     | 平均收視      | 3.661       | 11.53       | 不適用      | 3.05      | 10.24     | 不適用    |           |           | 不適用    | CSM35收视3.679，份额11.392                  |

1. 同时段或交叉时段主要节目：
  - CCTV-1：《热血尖兵》／《北方大地》
  - CCTV-8：《和妈妈一起谈恋爱》／《我是幸运儿》／《御姐归来》
  - 浙江：《鸡毛飞上天》／《漂洋过海来看你》／《外科风云》
  - 江苏：《鸡毛飞上天》／《一起长大》／《白鹿原》（第1集，與安徽聯播）／《繁星四月》（與安徽聯播）
  - 东方：《剃刀边缘》／《繼承人》
  - 北京：《剃刀边缘》／《外科风云》
  - 山東：《黃大妮》（與天津聯播）
2. 数据由广视索福瑞提供，调查范围为四岁以上之观众。
3. 以上收视排名包括央视在内。CSM16省网排名不含央视
4. 资料来源：《人民的名义》多终端传播效果浅析、卫视这些事儿、卫视走光了、湖南卫视芒果捞、数据狮

### 文化影响
此外，剧中光明区信访办接待窗口在现实中也多有存在，民众需要蹲着才能办事情，被戏称为“丁义珍”式窗口。例如在电视剧热播期间，郑州市人力资源和社会保障局被网友曝出接待大厅窗口与《人民的名义》中如出一辙，官方紧急做出公告回应，于3天后将窗口前的玻璃撤掉并增加座椅。之后，全国多地的蹲式窗口被曝光。编剧周梅森在采访中称，窗口情节的灵感来自自己在江苏亲眼所见，至今仍未整改。对于多次举报、曝光解决不了的问题，却通过一部电视剧解决了，周梅森称出乎意料，并表示文艺作品不承担解决社会问题的功能，它只影响和引领世道人心。
该剧播出后，剧中的一些取景地也成为了“网红”旅游地。

### 重播
尽管该剧取得了巨大回响，但该剧在首轮播出并未如其他热播剧般在中国大陆其他电视台重播。湖南卫视原本安排在2017年五一劳动节假期期间开始重播该剧，但仅播出一天即被叫停。

### 得獎紀錄
| 年份   | 頒獎典禮                     | 獎項                           | 結果 | 得獎者                     |
| ------ | ---------------------------- | ------------------------------ | ---- | -------------------------- |
| 2017年 | 第23屆上海电视节             | 最佳中国电视剧                 | 提名 | 《人民的名义》             |
| 2017年 | 第23屆上海电视节             | 最佳导演                       | 提名 | 李路                       |
| 2017年 | 第23屆上海电视节             | 最佳编剧                       | 提名 | 周梅森                     |
| 2017年 | 第23屆上海电视节             | 最佳男配角                     | 獲獎 | 吴刚、张志坚               |
| 2017年 | 第23屆上海电视节             | 最佳女配角                     | 提名 | 胡静                       |
| 2017年 | GMIC X 2017非凡盛典          | 互联网时代最具影响力影视作品   | 獲獎 | 《人民的名义》             |
| 2017年 | 第22届华鼎奖                 | 评委会大奖                     | 獲獎 | 《人民的名义》             |
| 2017年 | 第22届华鼎奖                 | 中国百强电视剧最佳制作机构     | 獲獎 | 《人民的名义》             |
| 2017年 | 第1届金威奖                  | 最佳电视剧                     | 獲獎 | 《人民的名义》             |
| 2017年 | 国家新闻出版广电总局电视剧司 | 迎接党的十九大胜利召开参考剧目 | 獲獎 | 《人民的名义》（排行第一） |

## 播出平台及时间
| 中国大陆 湖南卫视 金鹰独播剧场 · 3月28日及29日 19:35 - 20:30[a] · 4月23日 21:10 - 22:00[b] · 4月28日 20:40 - 21:40[a] | 中国大陆 湖南卫视 金鹰独播剧场 · 3月28日及29日 19:35 - 20:30[a] · 4月23日 21:10 - 22:00[b] · 4月28日 20:40 - 21:40[a] | 中国大陆 湖南卫视 金鹰独播剧场 · 3月28日及29日 19:35 - 20:30[a] · 4月23日 21:10 - 22:00[b] · 4月28日 20:40 - 21:40[a] |
| --- | --- | --- |
| | 人民的名义 （2017年3月28日－2017年4月28日）                                                                           | |
| 因为遇见你 （2017年3月2日－2017年3月29日）                                                                            | 思美人 （2017年4月28日－2017年6月10日）                                                                               | |

^ a.《因为遇见你》和《人民的名义》於2017年3月28日和3月29日進行套播，28-29日19:30分别播映《人民的名义》第1、2集；4月28日《人民的名义》和《思美人》進行套播，20:40播映《人民的名义》第52集。
^ b.2017年4月23日因19:30-21:05播映《書香中國全民閱讀系列活動啟動式》，當日《人民的名義》順延播出并只播映一集

## 争议

### 完整劇集非法外流事件
2017年4月13日，正在播出的《人民的名義》全片遭到非法外流，洩露視頻畫面上標註有「送審樣片」字樣。據導演、總製片人李路稱，當日晚11時許，有200多名水軍在全世界的網路上散佈該劇集全片，還有人在微博、微信朋友圈、淘寶網等處兜售遭洩露的視頻資源。對此，湖南衛視官方表示將徹查此事。4月15日，李路在新聞發佈會上表示，目前他正在配合公安機關在網上搜索目標。国家版权局版权管理司司长于慈珂就此事件表示，这种行为应予以制止和查处。另外，在《人民的名义》播完后，全国一些四、五线地市县市台亦开始通过下载片源等手段来编排该剧在当地的二轮播出，湖南卫视已表示该剧将压制版权，不售给其他电视台，同时严查地方台盗播该电视剧的行为。

### 剧组疑遭诽谤
2017年4月2日，环球网财经频道转载一篇未署名文章（文章来源标明百姓生活网，但至4月3日百姓生活网上并未搜到相关文章），称某博主“恶意诽谤《人民的名义》”，剧组“通过公安和网络管理部门，在不到四个小时就锁定了嫌疑人”，对其批评教育后封禁了其微博。被质疑的正午阳光影业通过官方微博发布声明，称“某博主黑《人民的名义》后被国家机关调查”事件与该影业无关，“甚至并不清楚上述事件是否客观存在”。

### 遭侵权指控
2017年11月1日，上海市浦东新区人民法院受理刘三田（笔名南嫫）起诉《人民的名义》侵权案，请求原告向周梅森及制片单位等八被告索赔1800万元，并要求停止电视剧的一切播出、复制、发行、信息网络传播以及小说出版。刘三田指，《人民的名义》侵犯了其原创长篇小说《暗箱》的著作权，无论是核心事件、叙事结构都高度近似。而《人民的名义》作者周梅森则否认了侵权指控，并表示“严重损害了本人的名誉权”。事发后，网友表示支持周梅森，同时指责刘三田炒作。2019年4月24日，浦东新区人民法院一审宣判，认定被告不构成侵权，驳回原告诉讼请求。

### 镜鉴周刊
《镜鉴周刊》是《人民的名义》中虚构的一家香港杂志。在剧中，赵瑞龙经常在香港“三季酒店”（原型为香港四季酒店）拜访《镜鉴周刊》刘生记者来获取情报，此后刘生受赵瑞龙委托，在《镜鉴周刊》上发表文章，批评沙瑞金在汉东搞“沙家帮”，否定了汉东三十多年的改革。而《镜鉴周刊》一名通常被认为隐射现实社会中的香港媒体《明镜月刊》或者德国媒体《明镜周刊》。

### 王立科干预播出事件
2021年9月22日，原中共江苏省委常委、政法委书记王立科被双开。同日，中央军委后勤保障部金盾影视中心主任、《人民的名义》总监制李学政（剧中大风厂工人王文革的扮演者）发文表示，时任江苏省委常委、政法委书记，兼任省公安厅厅长的王立科曾想让该剧停播（早在2017年，李学政就曾在网络论坛上指出有人阻挠人民的名义播出，但未明确提及任何姓名）。李学政表示，该剧有很多场景在南京拍摄，王立科在电视剧录制时并未看过此剧本，但至该剧的头几集播出后发怒，想施压剧组让该剧停播，亦曾下令删除所有涉及江苏政法部门的“鸣谢”单位，并严厉批评有关部门对拍摄工作的支持，强烈反映该剧的“危害性”，称该剧“影响政法队伍形象”，甚至会“影响党的形象”。但王立科向有关领导反应未果后改通过媒体造谣，致使该剧未能重播、获奖。李学政认为，高育良、祁同伟就是王立科在剧中的缩影，他看到这部剧是一定会慌的。

## 周边产品
小说
- 《人民的名义》，周梅森，北京十月文艺出版社，2017年[51]

话剧
- 《人民的名义》，周梅森、阿笨编剧，王晓鹰导演。由中国国家话剧院、最高人民检察院影视中心、北京嘉会本末文化艺术创作有限公司联合出品。2017年3月8日作为第三届中国原创话剧邀请展参演剧目在北京保利剧院首演[87]。

## 宣傳活動
| 播出時間       | 地點     | 頻道     | 活動           | 出席演員         |
| -------------- | -------- | -------- | -------------- | ---------------- |
| 2017年6月24日  | 中国大陆 | 金鹰卡通 | 《疯狂的麦咭》 | 冯雷、唐菀、纪帅 |
| 2017年11月20日 | 中国大陆 | 湖南卫视 | 《百心百匠》   | 柯蓝、许亚军     |